# Municipio di Brisbane
Il Municipio di Brisbane (Brisbane City Hall in inglese) a Brisbane, Queensland, Australia, è la sede del Consiglio comunale di Brisbane. Si trova adiacente a King George Square, dove il Municipio di forma rettangolare ha il suo ingresso principale. Il municipio ha anche facciate e ingressi sia in Ann Street che Adelaide Street. L'edificio è considerato uno dei più raffinati di Brisbane ed è iscritto nel Registro delle Proprietà Nazionali dal 1978.
L'edificio è stato utilizzato per ricevimenti reali, spettacoli, concerti orchestrali, saluti civici, mostre di fiori, lauree scolastiche e incontri politici.
Nel 2009 si è scoperto che l'edificio soffriva di gravi problemi strutturali. Dopo un restauro di tre anni, l'edificio è stato riaperto il 6 aprile 2013.

## Storia
Il municipio era un tempo l'edificio più alto di Brisbane (vedi link esterni qui sotto per un'immagine del 1957). L'edificio è stato progettato dallo studio di Hall e Prentice, in collaborazione con quattro giovani architetti del New South Wales: Bruce Dellit, Peter Kaad, Emil Sodersten e Noel Wilson.

### La scelta del sito
Anche se c'era un forte desiderio di costruire un nuovo municipio, ci furono molti anni di discussioni sulla posizione migliore dove erigerlo. Charles Moffatt Jenkinson, il sindaco di Brisbane nel 1914, ha il merito di aver concluso la decisione di costruire il municipio ad Albert Square (oggi nota come King George Square), vendendo il sito alternativo di Fortitude Valley alla Chiesa cattolica, che propose la costruzione della cattedrale del Santo Nome su quel sito.

### Gettare le fondamenta

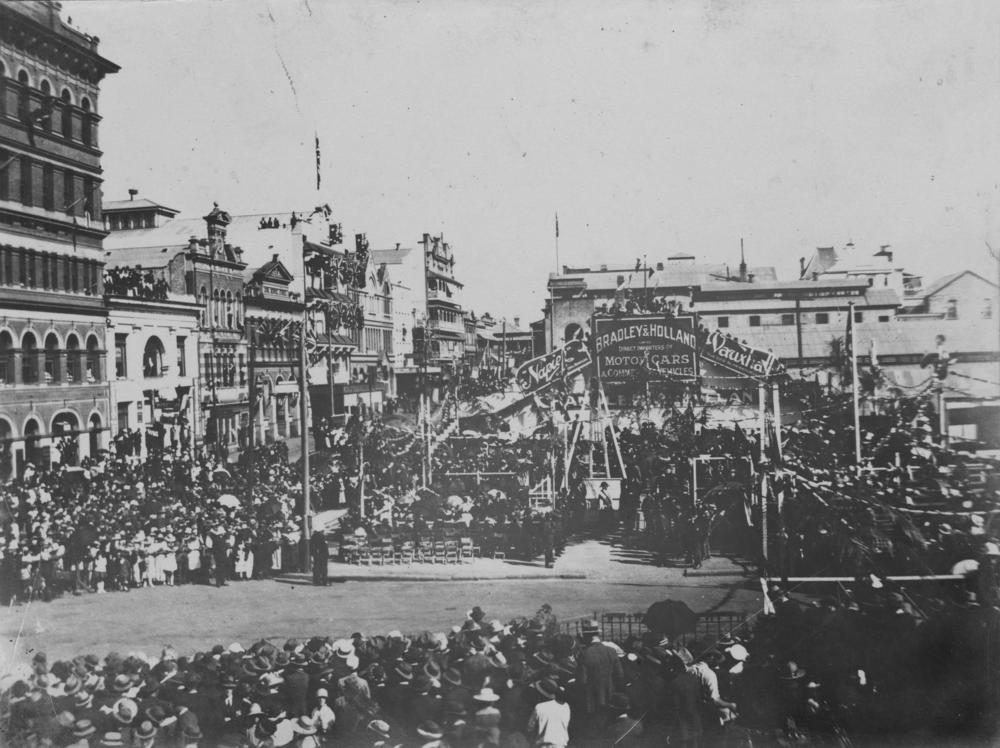
The (second) foundation laying ceremony, 29 July 1920

La prima pietra fu posta sabato 3 febbraio 1917 dal Governatore del Queensland (Maggiore Sir Hamilton J. Goold-Adams), in anticipo sulla costruzione dell'edificio. La pietra fu posta di fronte ad Albert Square (ora King George Square). In quel momento non c'erano ancora piani per il nuovo edificio. La pietra era svuotata per consentire di collocare al suo interno una capsula del tempo. La capsula del tempo era un cilindro di zinco; conteneva:

- copie dei giornali quotidiani Brisbane
- copia della Proclamazione della Costituzione della Città
- una copia del verbale della prima riunione del Consiglio Comunale
- una copia del verbale della riunione in cui il Consiglio ha deliberato di porre questa prima pietra
- una di ciascuna delle monete attuali del regno
- un messaggio augurale del Governatore

Tuttavia, successivamente risultò essere disallineata, e fu rimossa. Nel 1935 dissero che la pietra era in un deposito di Brisbane City Council in Macrossan Street. Tuttavia, nel 1954, si è affermato che la prima pietra originale era stata persa poiché si è creduto che sia stata utilizzata come parte delle fondamenta di un edificio.

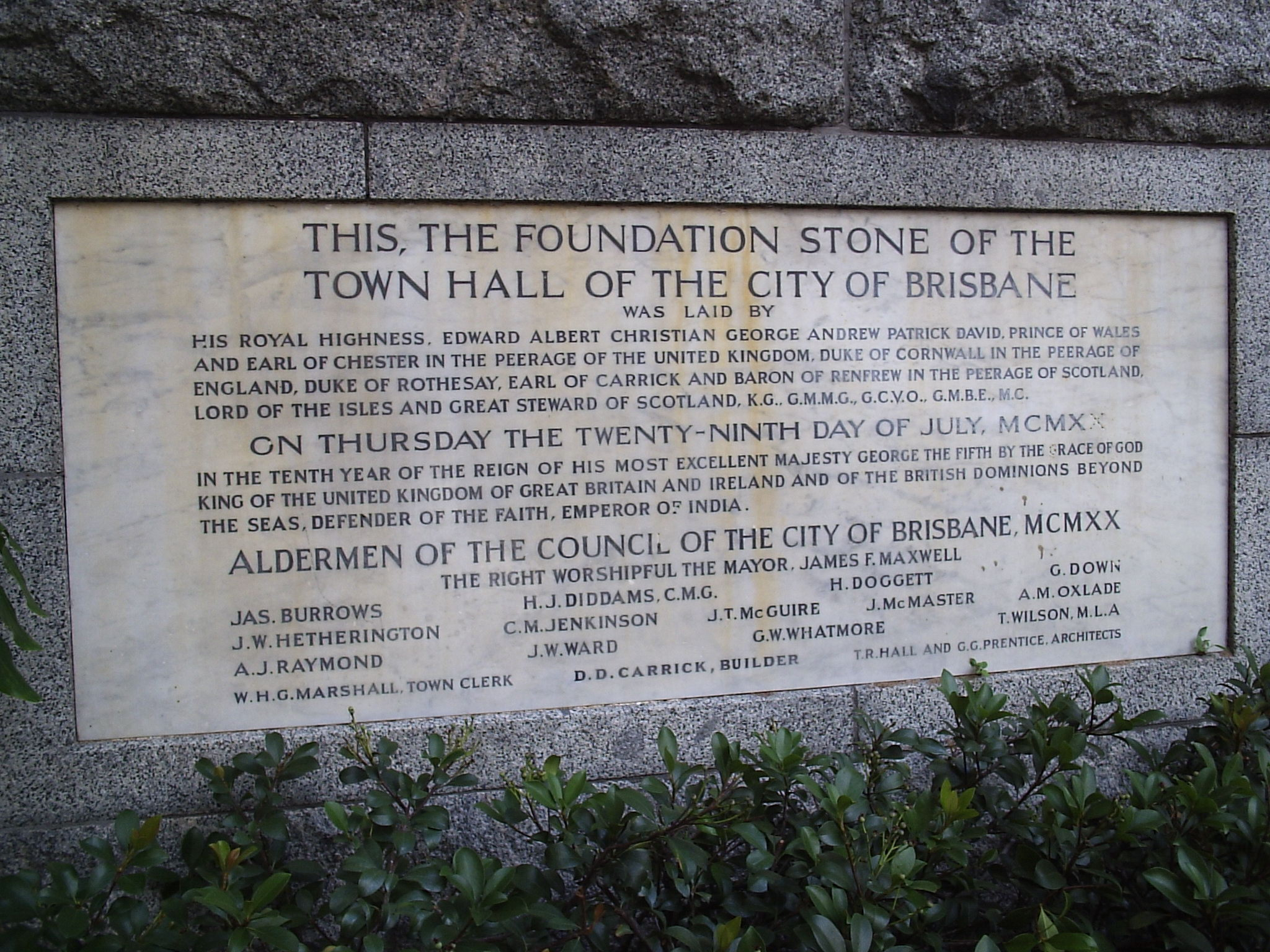
Brisbane City Hall's 1920 foundation stone

La seconda (e attuale) prima pietra fu posta il 29 luglio 1920 da Edoardo, principe del Galles, poi re Edoardo VIII, Duca di Windsor, con un opale incrostato d'oro a 18 carati ed una cazzuola disegnati da Peter Kaad.
Il sito era paludoso e conteneva un torrente. Furono necessarie pompe per mantenere il sito asciutto. Le operazioni di costruzione iniziarono nel 1924. One man died as he was inspecting the construction site. Un uomo morì mentre stava ispezionando il cantiere.

### Inaugurazione

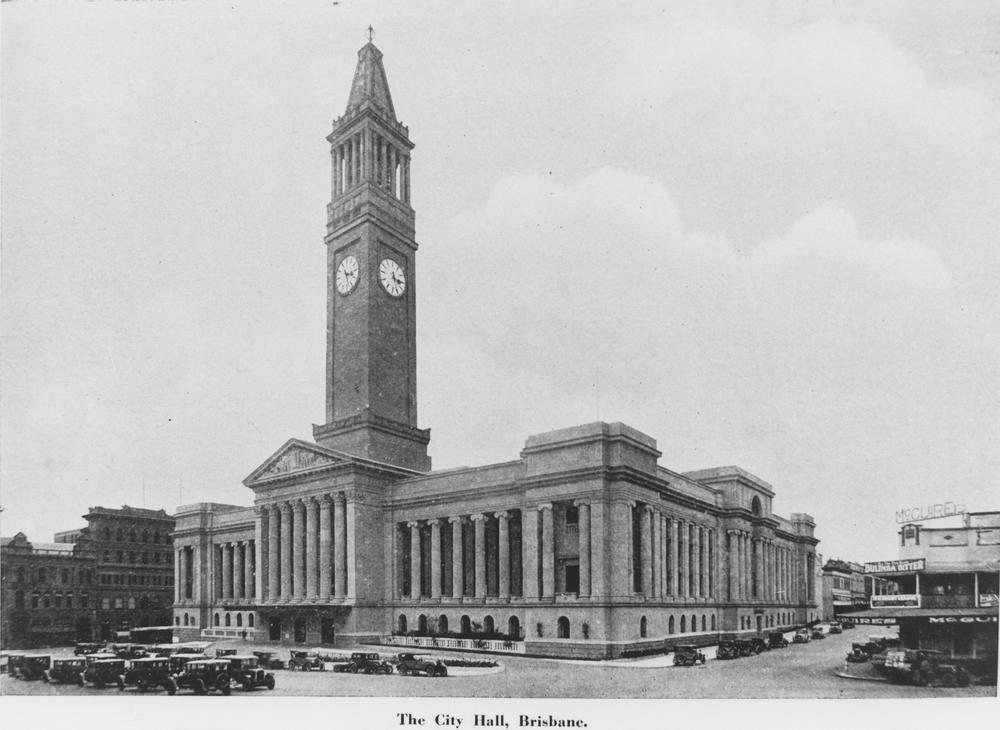
Il Municipio di Brisbane verso il 1930.

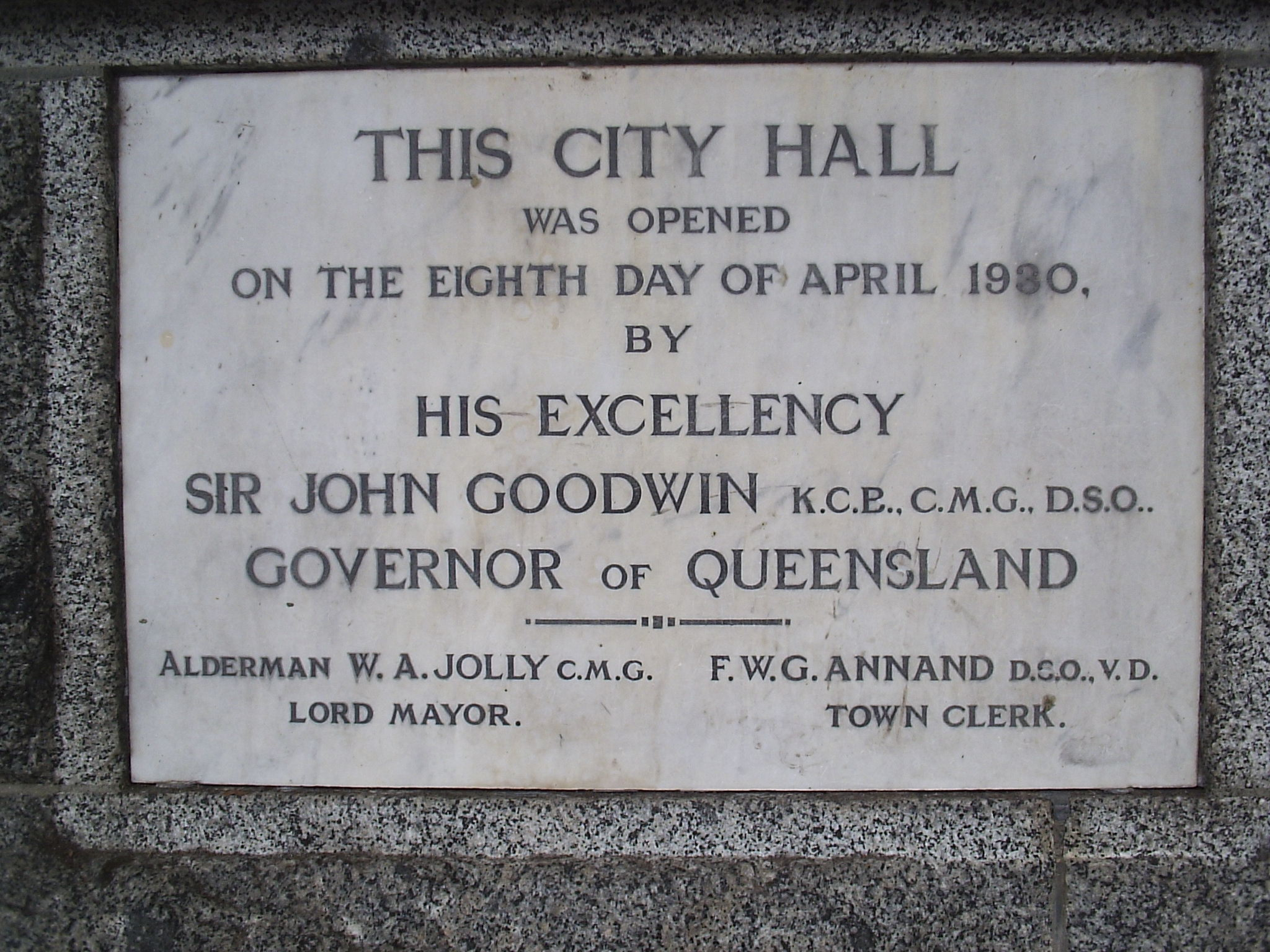
Plaque commemorating the opening of Brisbane City Hall in 1930

Il Brisbane City Hall fu aperto nel 1930 dal Governatore del Queensland, Sir John Goodwin. L'edificio fu inaugurato ufficialmente l'8 aprile 1930 dal sindaco di Brisbane William Jolly, anche se era già stato parzialmente occupato dal 1927. Nel 1969 il Consiglio avviò l'acquisizione delle proprietà a sud del Municipio e nel 1975 aprì il Brisbane Administration Centre (BAC), una torre di 20 piani e piazza circostante. La maggior parte degli uffici del Consiglio poi si trasferì dal municipio al BAC. Le Camere del Consiglio (che si trova sul lato di Adelaide Street dell'edificio), il sindaco e gli uffici del vice sindaco restano comunque nel Municipio.

### Restauro del 1980
Nel 1980 iniziò il lavoro di restauro su vasta scala del palazzo, aprendo i vestiboli degli ingressi laterali e ripristinando un certo numero di sale di ricevimento alla loro progettazione originale. Queste sale di ricevimento prendono il nome da ex aree delle amministrazioni locali riconducibili alla Greater Brisbane del 1925, come la Sherwood Room, o la Ithaca Room. Dal 2003 il Museo di Brisbane (che ha gallerie posizionate su entrambi i lati all'ingresso dell'edificio da King George Square) ha sostituito gli uffici amministrativi.

### L'Organo
L'organo da 4.600 canne fu costruito nel 1892 da Henry Willis & Sons Organ Builders a Liverpool, Regno Unito, per l'Exhibition Building di Brisbane al Bowen Park. Rimase nel padiglione espositivo del concerto fino a quando fu spostato al Brisbane City Hall nel 1927. Il primo concerto d'organo nella City Hall fu tenuto nel 1929. Il concerto d'organo tenuto il 14 novembre 2009 celebrò l'80º anniversario dell'installazione dell'organo nella Hall della città di Brisbane, ma fu anche l'ultimo concerto d'organo prima dell'inizio del restauro. Quando il Municipio chiuse il 31 dicembre 2009, l'organo fu completamente smantellato e rimosso dall'edificio per conservarlo. Si prevede che l'organo tornerà nella sala tre anni più tardi.

### Restauro del 2010-2012
La Brisbane City Hall fu costruita su un terreno paludoso; Ciò ha provocato che l'edificio iconico iniziasse ad affondare. Furono identificati gravi problemi nella costruzione tra cui: la subsidenza, il cancro del cemento, una mancanza di rinforzo nel calcestruzzo e cablaggi vecchi. Il Brisbane City Council istituì una task force per affrontare questi problemi, sensibilizzare l'opinione pubblica, coordinare il restauro e raccogliere fondi. Il Brisbane City Hall chiuse il 31 dicembre 2009, per il progetto di restauro di tre anni.
Per essere sottoposta ai lavori di restauro su larga scala, la Brisbane City Hall fu chiusa fino ad aprile 2013. I lavori di restauro compresero la sostituzione di tutti i servizi dell'edificio (elettrico, meccanico, incendi, sistemi idraulici, ecc), i lavori strutturali per ricostruire gli interni dell'edificio, la cupola e l'auditorium e la conservazione delle superfici originali e la facciata dell'edificio. Il grande organo fu rimosso dalla costruzione per la tutta la durata dei lavori.
La Brisbane City Hall è stata ufficialmente riaperta al pubblico sabato 6 aprile 2013 a seguito di una cerimonia di ri-dedicazione e celebrazioni. La ristrutturazione è costata $ 215 milioni.

## Progettazione e costruzione

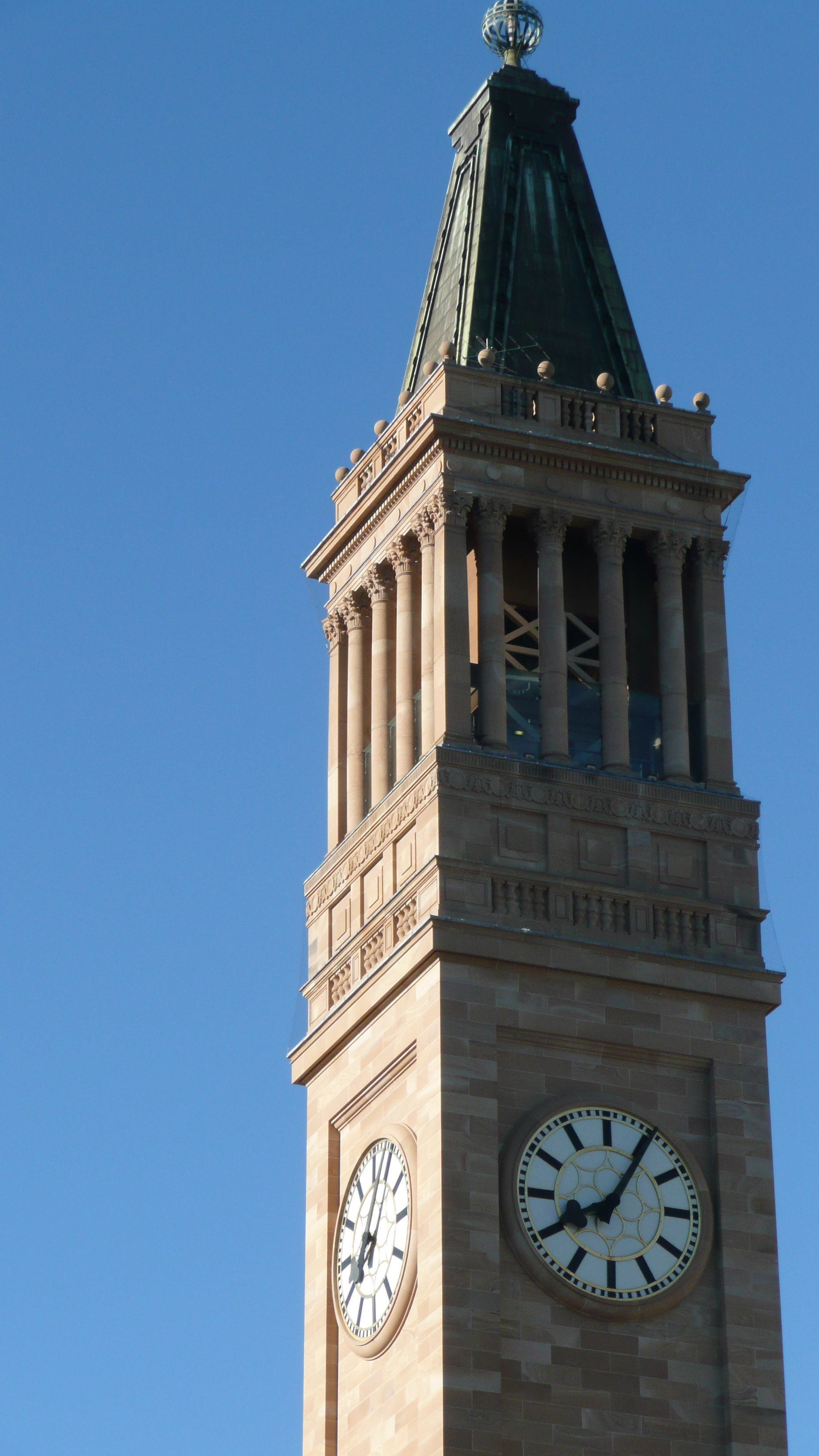
The clock tower of Brisbane City Hall
is 91 m (298 ft) high.

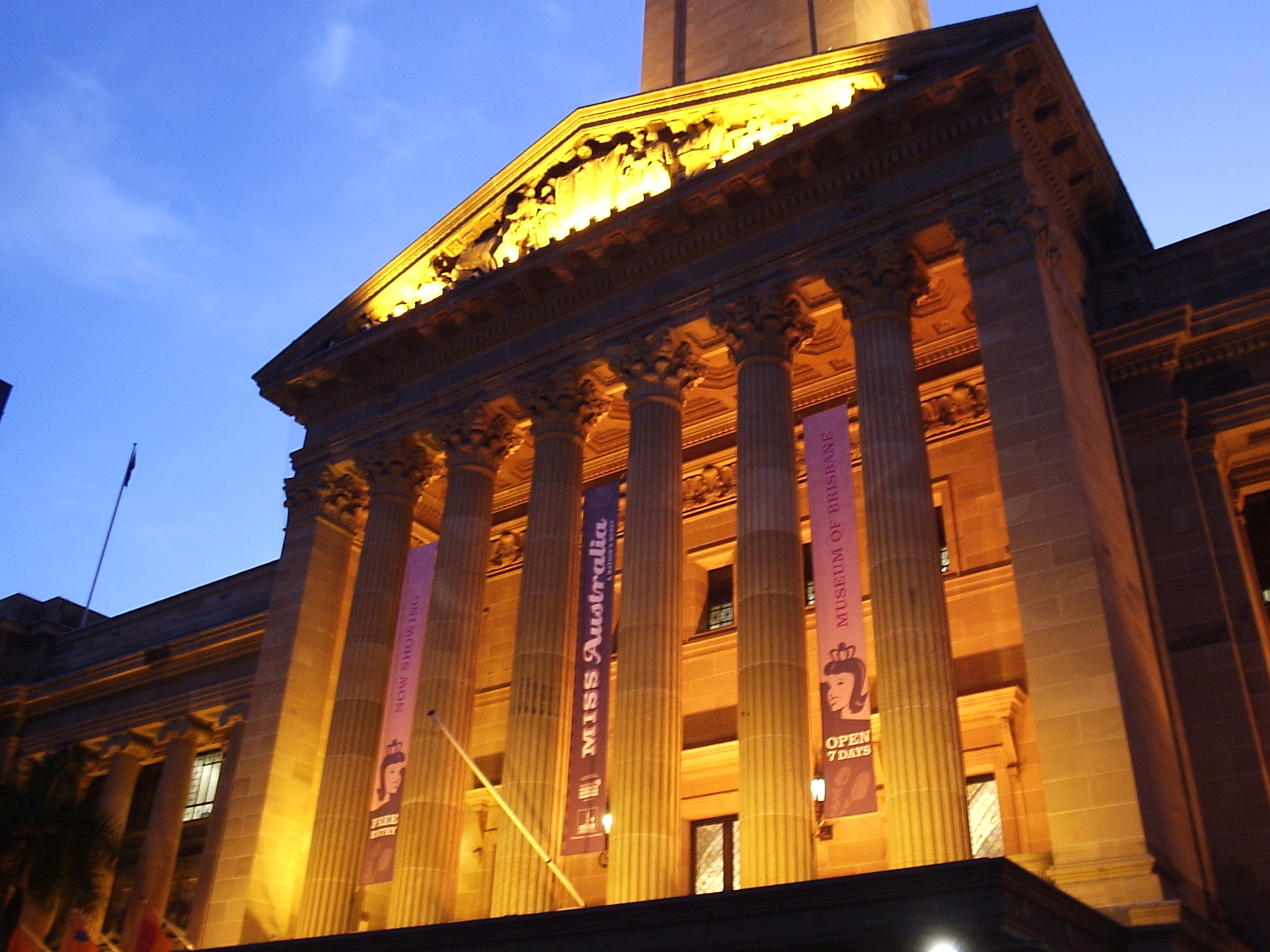
Brisbane City Hall's façade lit up at night

L'edificio era stato progettato secondo lo stile del Rinascimento italiano, simmetrico e formale. Ha tre piani e un seminterrato parziale. Il costo totale del progetto, tra cui mobili, attrezzature e arredamento fu di £ 1.000.000. Le statue delle bighe, comprese nei piani originali, furono scartate per risparmiare sui costi.
Le colonne di sostegno del timpano sono di ordine corinzio mentre le colonne che si estendono su entrambi i lati sono di ordine ionico. Le teste dei leoni si trovano sopra queste colonne. Sopra l'ingresso principale c'è una tenda in bronzo e le porte sono anch'esse fatte di bronzo.

### La Torre dell'orologio
La Brisbane City Hall ha un'imponente torre dell'orologio di 70 m (che sorge 91 m sopra il livello del suolo), sulla base del disegno del Campanile di San Marco a Venezia, Italia. Le quattro facce dell'orologio su ogni lato della torre sono le più grandi in Australia. Ogni quadrante dell'orologio è di 5 m di diametro, le lancette delle ore sono 5f 6in, e le lancette dei minuti sono 3 m di lunghezza. L'orologio ha il Carillon di Westminster, che suona ogni quarto d'ora e può essere udito dalla Queen St Mall e, a volte, dai sobborghi circostanti. Sopra gli orologi c'è una piattaforma di osservazione, aperta al pubblico e accessibile tramite ascensore tra le 10:15 e 16:45, sette giorni alla settimana, gratuitamente. Per molti anni questo offriva una vista spettacolare di Brisbane, ma dal momento della riduzione dei limiti di altezza per gli edifici circostanti alla fine del 1960, la vista è ora un po' limitata.

### L'Auditorium
Il centro del Municipio dispone di un auditorium splendido, sulla base del Pantheon di Roma e diverse sale più piccole. L'auditorium è una grande sala circolare, che può ospitare fino a 2.500 persone ed è coperto da una grande cupola di rame. Sotto questa cupola ci sono 8.500 luci L.E.D che mostrano uno spettacolo di luci. Quando originariamente fu costruito era stato previsto che l'edificio avrebbe ospitato la maggior parte degli uffici amministrativi del Consiglio, gli uffici degli assessori e consiglieri, la sala del Consiglio, una biblioteca pubblica e diverse sale di ricevimento, oltre all'auditorium. Poiché il ruolo del governo locale aumentò dagli anni 1950 e 1960, le stanze di ricezione, i corridoi e le entrate laterali (in Adelaide e Ann Street) furono convertiti in spazi per uffici. Altri uffici furono costruiti sul tetto e nel seminterrato.

### Materiale di costruzione
L'edificio è costruito con cemento, mattoni e acciaio, con una base di granito di Camp Mountain. Il granito era stato estratto dal primo costruttore, Arthur Midson, dalla sua cava a Camp Mountain vicino a Samford. Tale deposito è stato elaborato solo per il progetto della City Hall. Sopra le linee base di granito di Midson, i lati est, nord e ovest sono rivestiti in Helidon Freestone, un tipo di arenaria estratta dalla cava di Wright a Helidon. Il rivestimento in pietra arenaria è stato costruito (insieme al resto dell'edificio) dal costruttore Douglas Dunn Carrick. La torre dell'orologio ha una struttura in acciaio, ed è rivestita nella stessa pietra arenaria. L'interno comprende due colonne di marmo che sostengono un arco sopra una scala in marmo a terra. Il granito per il piano terra e il piano interrato fu acquistato da Enoggera.

## Sculture

### Il Frontone

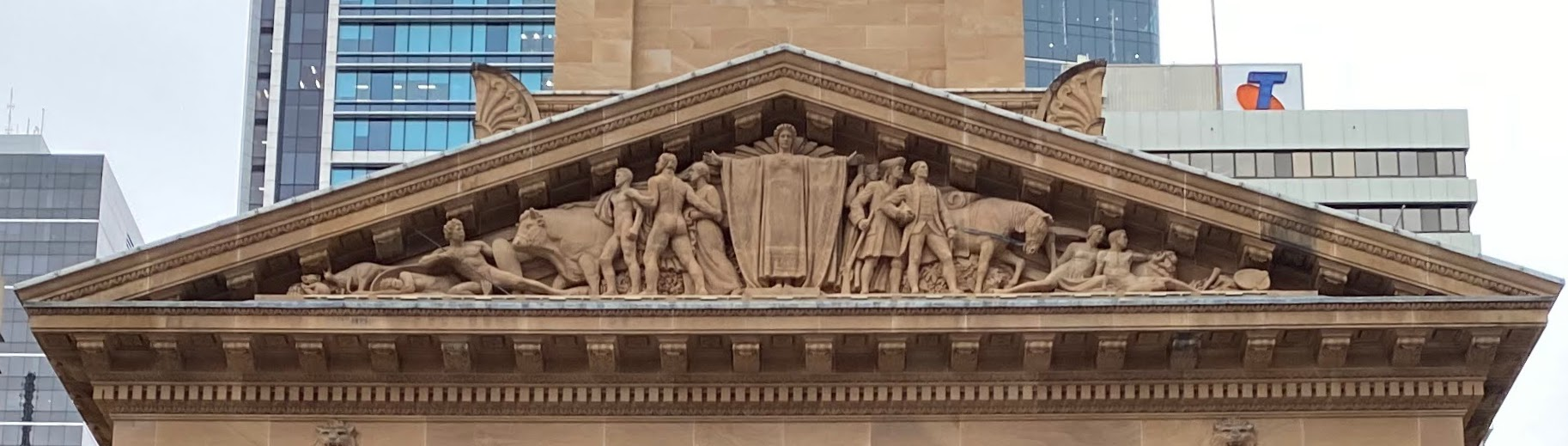
Daphne Mayo's tympanum above the King George Square entrance to the Brisbane City Hall

Il frontone scolpito sopra il portico e l'ingresso, conosciuto come il timpano, è stata scolpita dalla nota scultrice di Brisbane Daphne Mayo nei primi anni del 1930. Vi è una certa polemica che circonda il tema del timpano, che raffigura l'insediamento del Queensland. La figura femminile vestito con un abito nel centro raffigura il "progresso" o l'"illuminazione", mentre i coloni con il loro bestiame e gli esploratori con i loro cavalli, si muovono da sotto le sue braccia protettive per rivendicare la terra dalle popolazioni indigene e dagli animali nativi, che sono rappresentati da due maschi aborigeni accovacciati in un angolo a sinistra e un canguro in fuga. A destra si vedono due giovani europei, maschio e femmina, attigui ad una pecora e una fila di libri e la tavolozza di un artista che rappresenta la nuova nazione europea, l'agricoltura e la civiltà. Il timpano è lungo 16,5 m e alto 3 metri al centro. La scultura è stata inaugurata otto mesi dopo che l'edificio era stato ufficialmente aperto.

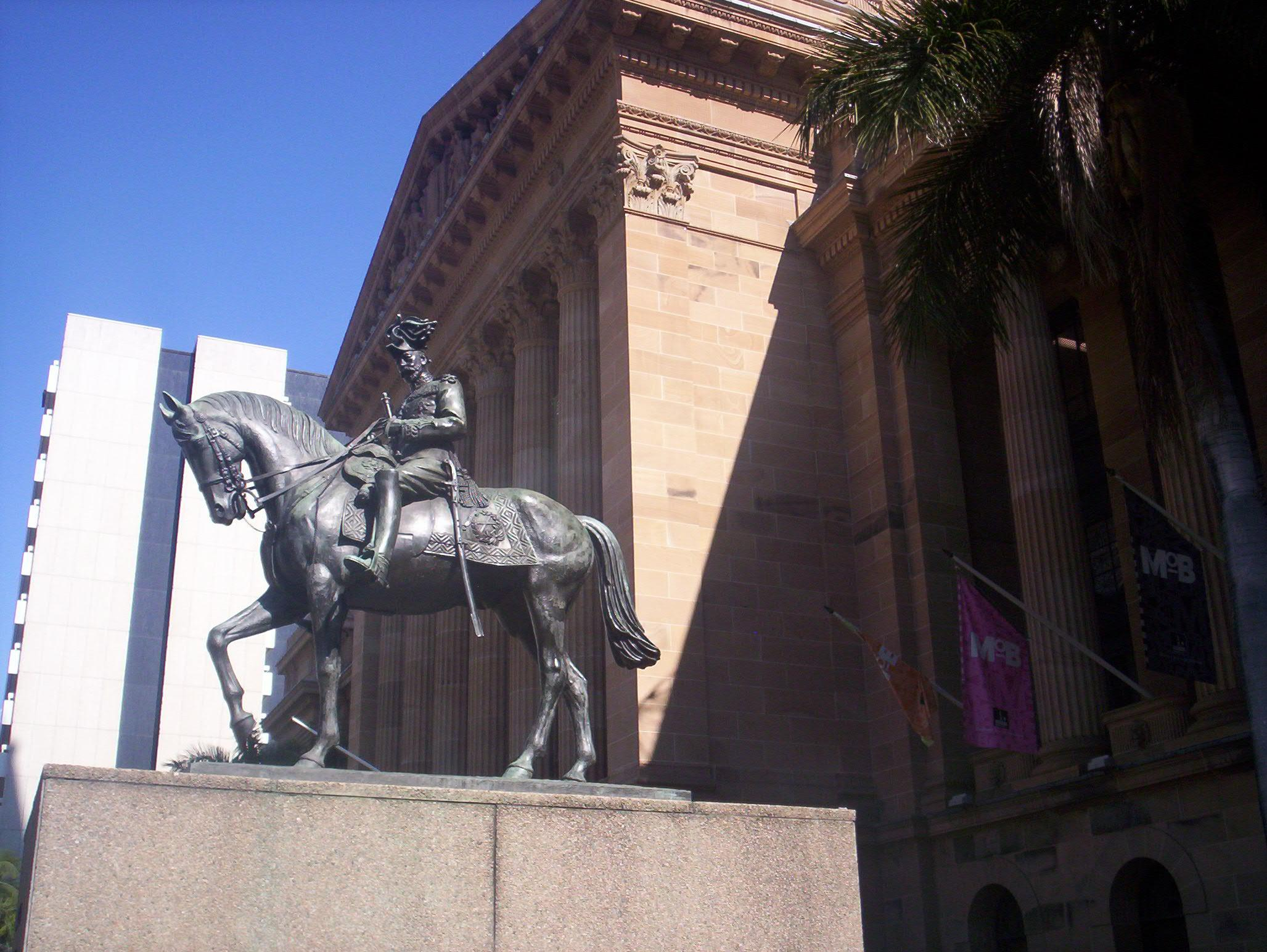
Statue of King George V
at Brisbane City Hall

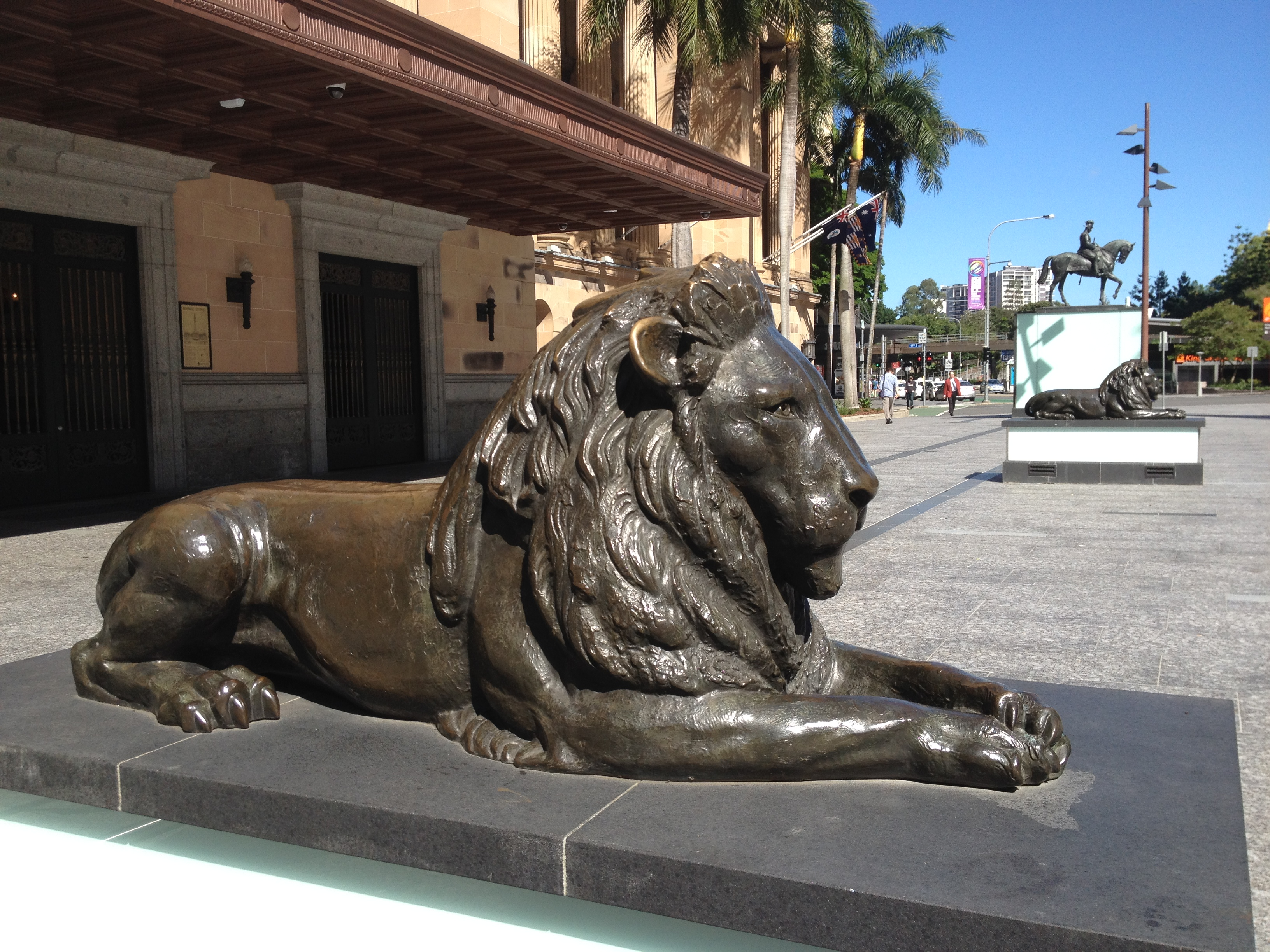
Side view of the two Lion sculptures

### Re Giorgio V ed i leoni
Le sculture in bronzo dei leoni e la statua di re Giorgio V, di fronte alla facciata sulla Piazza King George di Brisbane City Hall, erano inizialmente parte del memoriale di re Giorgio V, che è stato presentato nel 1938 come tributo al Re dai cittadini di Brisbane. Nel 2007 i leoni, sul modello dei leoni di bronzo di Trafalgar Square, a Londra, e la statua, furono rimosse per lavori di ristrutturazione alla piazza. Furono nuovamente inseriti nella piazza King George, recentemente ricostruita nel 2009.

### La famiglia Petrie
Fu inoltre rimossa, a causa dei lavori di ristrutturazione presso la piazza, un'opera in bronzo di accompagnamento, che completa la scultura del frontone di re Giorgio V, basata sulla vita della pionieristica famiglia di Brisbane del famoso primo sindaco John Petrie, nota come il Petrie Tableau.

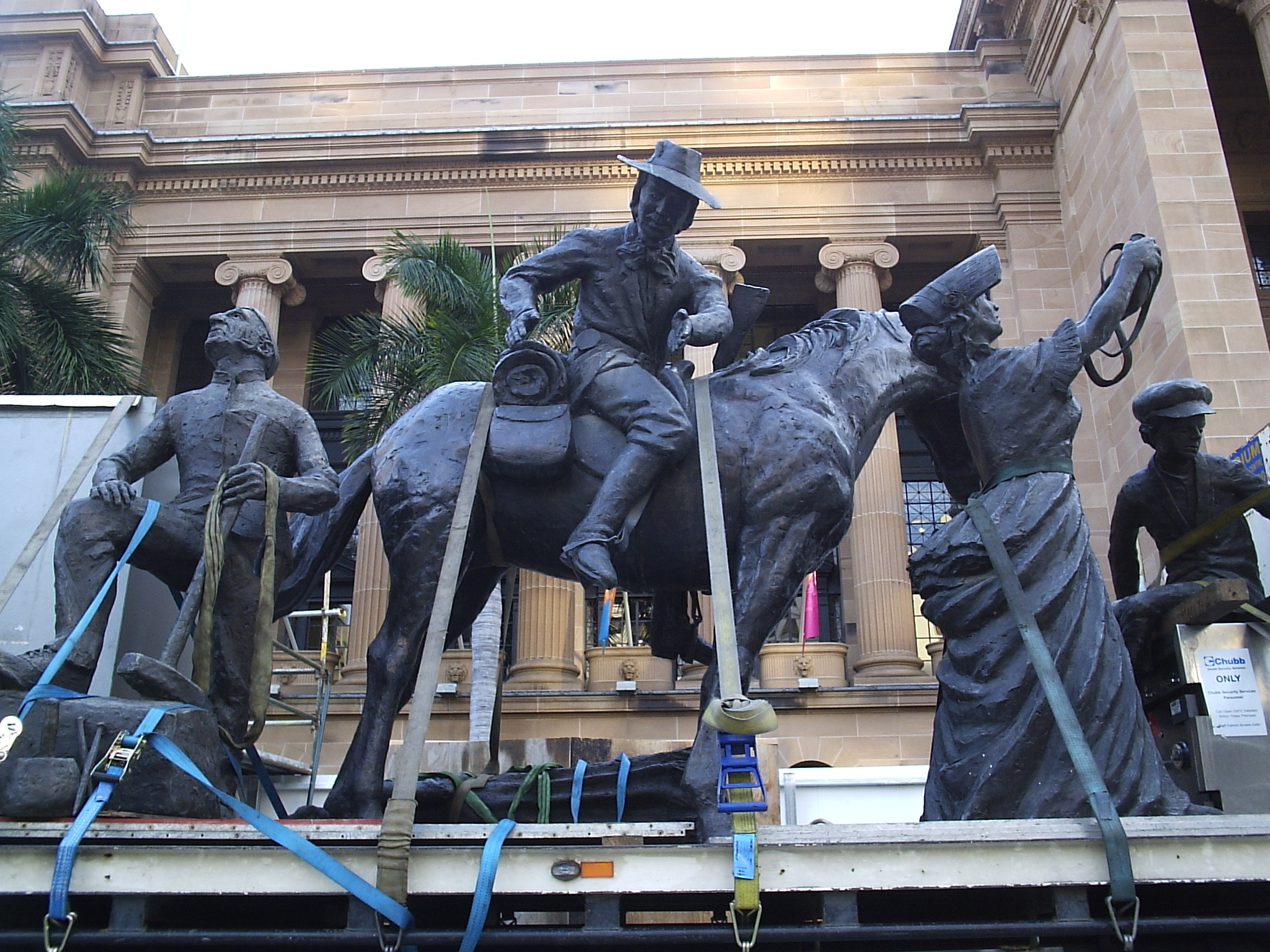
Petrie Tableau, removed during redevelopment work

## Piazza Re Giorgio
La City Hall si trova di fronte a piazza King George, così chiamata in onore di re Giorgio V. In origine questa zona, tra Ann e Adelaide Street, era molto più stretta rispetto ad ora e si chiamava Albert Square. Nel tardo 1960 i locali sulla piazza di fronte alla City Hall furono acquistati dal Comune, demoliti e l'area livellata, in modo da formare una piazza più grande. La creazione della piazza allargata fu criticata in alcuni quartieri perché comportò la rimozione dell'originale imponente rampa di scale di pietra davanti all'edificio, quando il livello del suolo di fronte alla City Hall fu alzato al livello dell'ingresso principale. Quando Albert Square fu riqualificata in King George Square, la fontana esistente ad Albert Square fu trasferita in Wynnum.
Piazza Re Giorgio è un luogo popolare per le riunioni pubbliche, le manifestazioni e le marce di protesta. Come parte del progetto Inner-Nord Busway, Piazza Re Giorgio fu ristrutturata.

### Forme del Mito
Forme del Mito, una collezione di grandi opere tematiche in bronzo, scolpite dal famoso artista italiano Arnaldo Pomodoro, una delle opere d'arte più importanti raccolte e visualizzate all'Expo di Brisbane nel '88, in precedenza aveva il posto d'onore in Piazza Re Giorgio. Nel 2007, furono rimosse per far posto alla ristrutturazione. Esse sono ora situate ai piedi della scala di Giacobbe, alle porte di Wickham Terrace.

### Sviluppi del 2008/2009
La riqualificazione di Piazza Re Giorgio, di fronte al Brisbane City Hall, ha significato una nuova pubblica piazza ri-modellata, ristoranti, negozi di souvenir e un palcoscenico. Fu completato nel mese di ottobre del 2009, per il 150º Anniversario di Brisbane come capitale dello Stato del Queensland,
È anche il sito della nuova stazione sotterranea degli autobus di Piazza Re Giorgio, che collega la stazione degli autobus di Queen Street con la stazione di Roma Street e la periferia settentrionale.

## Utilizzo attuale
A seguito della riqualificazione del 2010-2012, il ruolo della City Hall è principalmente quello di sostenere i raduni pubblici. Anche se era stata per decenni il principale luogo di Brisbane per i concerti di musica classica e gli eventi artistici, ospitando cantanti importanti come Richard Tauber e Peter Dawson. Oltre all'auditorium principale, le sale di ricevimento che erano state convertite in spazi di amministrazione nel corso degli anni furono riportate alla loro funzione originaria. Una cucina industriale installata nel seminterrato durante i lavori di ristrutturazione fornisce il supporto catering per gli eventi; precedentemente dovevano essere utilizzati ristoratori esterni, ma ora la City Hall è gestita per conto del City Council di Brisbane per Epicure. Le funzioni, i concerti e gli eventi possono ancora essere ospitati contattando direttamente Epicure.
Il Museo di Brisbane è ora trasferito in una struttura appositamente costruita sul tetto. Oltre ad un programma di cambiamento delle esposizioni, il museo gestisce anche le visite guidate dell'edificio e della Torre dell'orologio.
Ci sono due bar gestiti da privati nella City Hall, il Caffè Croce Rossa ed il Shingle Inn. Il caffè Shingle Inn non era originariamente parte del municipio, ma era situato in Edward Street e fu demolito come parte dello sviluppo della Queen's Plaza. Tuttavia, le finiture interne iconiche del Cafè Shingle Inn furono rimosse e messe in deposito, permettendo così di essere ricostruite all'interno del Municipio.
Le sole funzioni amministrative rimanenti nel municipio sono la suite degli uffici per il sindaco e il vice sindaco.